# Папа Бенедикт V
Папа Банедикт V (лат. Benedictus V) је био 130. папа од 27. маја 964. до 28. јуна 964. Папа Бенедикт V је преминуо 4. јула 965. Збацио га је цар Отон I. Његов кратки понтификат догодио се на крају периода познатог као Порнократија (Saeculum obscurum).

## Рана каријера
Бенедикт је био син Римљанина по имену Јован, а рођен је и одрастао у Риму у близини Марцеловог позоришта. Као кардинал-ђакон, Бенедикт је био познат по својој учености, због чега су му савременици дали додатно име Граматикус. Такође је био нотар и учествовао је у свргавању папе Јована XII од стране цара Светог римског царства, Отона I, и каснијем избору Отоновог кандидата, папе Лава VIII.

## Избор
Римски народ, незадовољан избором Лава VIII за папу, опозвао је Јована XII. Јован је сазвао синод који је осудио Лава, у коме је учествовао и Бенедикт. Међутим, Јовановом смрћу, римски народ је поново одбацио Лава, који је побегао из Рима и придружио се Отону код Ријетија у централној Италији. После насилне борбе између супарничких фракција, Римљани су уместо њега изабрали Бенедикта. Пре његовог крунисања за папу, Отону су послани изасланици, обавештавајући их о својој одлуци. Цар је одмах одбацио њихову одлуку и упозорио их да не настављају даље. Вративши се у Рим, одлучили су да игноришу Отона; Бенедикт је посвећен за бискупа и крунисан за папу 22. маја 964. године. Римљани су се заклели Бенедикту да га неће напустити и да ће га заштитити од Отона.
Међутим, Отон је, након што је чуо вести, одлучио да врати свог кандидата на место папе. Марширао је и наставио да опседа Рим, блокирајући га тако да нико није могао да напусти град. Резултат је била глад, јер је земља око града била опустошена, а једна мера мекиња коштала је тридесет денара. Иако је Бенедикт покушао да подигне морал охрабрујући браниоце са зидина града, као и претећи да ће цара и његову војску екскомуницирати, Римљани су убрзо одлучили да капитулирају. Отворивши Отону капије, предали су му Бенедикта 23. јуна 964. године.

## Пораз
Заједно са својим свештеничким и лаичким присталицама, и обучен у своју папску одећу, Бенедикт је изведен пред синод који је сазвао Лав. Бенедикта је архиђакон упитао како се усудио да заузме столицу Светог Петра док је Лав још био жив. Оптужен је и да је прекршио заклетву дату цару, јер је обећао да никада неће изабрати папу без цареве сагласности. Бенедикт је одговорио: „Ако сам згрешио, помилуј ме". Добивши обећање од цара да ће му живот бити поштеђен ако се покори, Бенедикт је признао кривицу.
Синод му је опозвао епископско посвећење и скинуо му је палијум. Међутим, Отоновим заступништвом, дозвољено му је да задржи чин ђакона. Отон је напустио Рим негде после 29. јуна 964. повевши са собом Бенедикта. После извесног одлагања, одведен је у Немачку почетком 965, премештен у Хамбург и стављен под бригу Адалдагу, надбискупу Хамбург-Бремена. Његов период изгнанства био је кратак.

## Смрт и сахрана
Бенедикт је умро 4. јула 965. и сахрањен је у катедрали у Хамбургу. Затим су негде пре 988. године његови остаци пренети у Рим, али се не зна где су сахрањени. Легенда каже да је Бенедикт прорекао своје пресељење у Рим и пустошење Хамбурга од краља Мстивоја од Ободрита 983. године:
„Овде се моје крхко тело мора вратити у прах. После моје смрти цела ова земља ће бити опустошена мачем пагана и препуштена дивљим зверима. Али када ме одведу кући, Верујем да ће, заступништвом апостола, престати паганска пустошења“.